# مدار ۱۵ درجه جنوبی
مدار ۱۵ درجه جنوبی، دایره‌ای از عرض جغرافیایی است که در ۱۵ درجهٔ جنوبی خط استوا  قرار دارد.

## گذر از مناطق
از نصف‌النهار مبدأ شروع می‌شود و به سمت مشرق ۱۵ درجه جنوبی از موارد زیر گذر می‌کند:
| مختصات‌ها                                             | کشور، قلمرو یا دریا | توضیحات |
| ---------------------------------------------------- | ------------------- | --- |
| ۱۵°۰′ جنوبی ۰°۰′ شرقی / ۱۵٫۰۰۰°جنوبی ۰٫۰۰۰°شرقی      | اقیانوس اطلس        | |
| ۱۵°۰′ جنوبی ۱۲°۹′ شرقی / ۱۵٫۰۰۰°جنوبی ۱۲٫۱۵۰°شرقی    | آنگولا              | |
| ۱۵°۰′ جنوبی ۲۲°۰′ شرقی / ۱۵٫۰۰۰°جنوبی ۲۲٫۰۰۰°شرقی    | زامبیا              | |
| ۱۵°۰′ جنوبی ۳۰°۱۳′ شرقی / ۱۵٫۰۰۰°جنوبی ۳۰٫۲۱۷°شرقی   | موزامبیک            | |
| ۱۵°۰′ جنوبی ۳۴°۳۷′ شرقی / ۱۵٫۰۰۰°جنوبی ۳۴٫۶۱۷°شرقی   | مالاوی              | |
| ۱۵°۰′ جنوبی ۳۵°۵۲′ شرقی / ۱۵٫۰۰۰°جنوبی ۳۵٫۸۶۷°شرقی   | موزامبیک            | |
| ۱۵°۰′ جنوبی ۴۰°۳۹′ شرقی / ۱۵٫۰۰۰°جنوبی ۴۰٫۶۵۰°شرقی   | اقیانوس هند         | کانال موزامبیک - گذرکردن از شمال جزیرهٔ Mozambique                                                                                         |
| ۱۵°۰′ جنوبی ۴۷°۱۳′ شرقی / ۱۵٫۰۰۰°جنوبی ۴۷٫۲۱۷°شرقی   | ماداگاسکار          | |
| ۱۵°۰′ جنوبی ۵۰°۲۰′ شرقی / ۱۵٫۰۰۰°جنوبی ۵۰٫۳۳۳°شرقی   | اقیانوس هند         | |
| ۱۵°۰′ جنوبی ۱۲۴°۵۴′ شرقی / ۱۵٫۰۰۰°جنوبی ۱۲۴٫۹۰۰°شرقی | استرالیا            | استرالیای غربی - Passing through the Coronation Islands, Prince Frederick Harbour و Cambridge Gulf قلمرو شمالی (استرالیا)                 |
| ۱۵°۰′ جنوبی ۱۳۵°۳۱′ شرقی / ۱۵٫۰۰۰°جنوبی ۱۳۵٫۵۱۷°شرقی | خلیج کارپنتاریا     | |
| ۱۵°۰′ جنوبی ۱۴۱°۴۰′ شرقی / ۱۵٫۰۰۰°جنوبی ۱۴۱٫۶۶۷°شرقی | استرالیا            | کوئینزلند |
| ۱۵°۰′ جنوبی ۱۴۵°۲۰′ شرقی / ۱۵٫۰۰۰°جنوبی ۱۴۵٫۳۳۳°شرقی | دریای کورال         | |
| ۱۵°۰′ جنوبی ۱۶۶°۳۵′ شرقی / ۱۵٫۰۰۰°جنوبی ۱۶۶٫۵۸۳°شرقی | وانواتو             | جزیرهٔ اسپیریتو سانتو (وانواتو) - passing through Big Bay                                                                                  |
| ۱۵°۰′ جنوبی ۱۶۷°۳′ شرقی / ۱۵٫۰۰۰°جنوبی ۱۶۷٫۰۵۰°شرقی  | دریای کورال         | |
| ۱۵°۰′ جنوبی ۱۶۸°۶′ شرقی / ۱۵٫۰۰۰°جنوبی ۱۶۸٫۱۰۰°شرقی  | وانواتو             | جزیرهٔ Maewo |
| ۱۵°۰′ جنوبی ۱۶۸°۸′ شرقی / ۱۵٫۰۰۰°جنوبی ۱۶۸٫۱۳۳°شرقی  | اقیانوس آرام        | گذرکردن از جنوب Mataiva atoll, پلی‌نزی فرانسه                                                                                              |
| ۱۵°۰′ جنوبی ۱۴۸°۱۷′ غربی / ۱۵٫۰۰۰°جنوبی ۱۴۸٫۲۸۳°غربی | پلی‌نزی فرانسه       | Passing through Tikehau و Rangiroa atolls                                                                                                 |
| ۱۵°۰′ جنوبی ۱۴۷°۳۵′ غربی / ۱۵٫۰۰۰°جنوبی ۱۴۷٫۵۸۳°غربی | اقیانوس آرام        | گذرکردن از شمال Arutua atoll, پلی‌نزی فرانسه · گذرکردن از جنوب جزیرهٔ Tikei, پلی‌نزی فرانسه · گذرکردن از جنوب Puka-Puka atoll, پلی‌نزی فرانسه |
| ۱۵°۰′ جنوبی ۷۵°۲۸′ غربی / ۱۵٫۰۰۰°جنوبی ۷۵٫۴۶۷°غربی   | پرو                 | |
| ۱۵°۰′ جنوبی ۶۹°۲۱′ غربی / ۱۵٫۰۰۰°جنوبی ۶۹٫۳۵۰°غربی   | بولیوی              | |
| ۱۵°۰′ جنوبی ۶۰°۲۴′ غربی / ۱۵٫۰۰۰°جنوبی ۶۰٫۴۰۰°غربی   | برزیل               | ماتو گروسو گوییاس - حدود 12km Mato Grosso - حدود 8km Goiás میناس گرایس باهیا Minas Gerais Bahia                                           |
| ۱۵°۰′ جنوبی ۳۹°۰′ غربی / ۱۵٫۰۰۰°جنوبی ۳۹٫۰۰۰°غربی    | اقیانوس اطلس        | |